# Vòng bảng UEFA Champions League 2022-23
Vòng bảng UEFA Champions League 2022–23 bắt đầu vào ngày 6 tháng 9 năm 2022 và kết thúc vào ngày 2 tháng 11 năm 2022. Có tổng cộng 32 đội cạnh tranh ở vòng bảng để xác định 16 suất vào vòng đấu loại trực tiếp của UEFA Champions League 2022–23.
Eintracht Frankfurt có lần đầu tiên xuất hiện ở vòng bảng sau khi vô địch UEFA Europa League 2021-22, chính vì vậy đây là lần đầu tiên mà 5 câu lạc bộ Đức thi đấu ở vòng bảng.
Tổng cộng có 15 hiệp hội quốc gia được đại diện ở vòng bảng. Mùa giải này là lần đầu tiên kể từ mùa giải 1995–96 mà không có một đội bóng Thổ Nhĩ Kỳ nào lọt vào vòng bảng. Đây cũng là lần đầu tiên kể từ mùa giải 2007–08 mà 2 đội bóng Scotland lọt vào vòng bảng.

## Bốc thăm
Lễ bốc thăm cho vòng bảng được tổ chức vào ngày 25 tháng 8 năm 2022, lúc 18:00 CEST (19:00 TRT), ở Istanbul, Thổ Nhĩ Kỳ. 32 đội được bốc thăm vào tám bảng gồm 4 đội. Đối với lễ bốc thăm, các đội được xếp hạt giống vào bốn nhóm, mỗi nhóm gồm 8 đội dựa trên những nguyên tắc sau:
- Nhóm 1 chứa đội đương kim vô địch Europa League, cùng với các đội vô địch của 7 hiệp hội hàng đầu dựa trên hệ số quốc gia UEFA năm 2021.[5]
- Nhóm 2, 3 và 4 chứa các đội còn lại, được xếp hạt giống dựa trên hệ số câu lạc bộ UEFA năm 2022.[6]

Các đội từ cùng hiệp hội không thể được bốc thăm vào cùng bảng. Trước lễ bốc thăm, UEFA đã thành lập các cặp gồm các đội từ cùng hiệp hội (một cặp cho các hiệp hội với 2 hoặc 3 đội, hai cặp cho các hiệp hội với 4 hoặc 5 đội) dựa trên lượng khán giả xem truyền hình, trong đó một đội được bốc thăm vào các Bảng A–D và đội còn lại được bốc thăm vào các Bảng E–H, do đó hai đội thi đấu vào các ngày khác nhau. Các cặp sau được UEFA công bố sau khi các đội vòng bảng được xác nhận:
- A  Real Madrid và Barcelona
- B  Eintracht Frankfurt và RB Leipzig
- C  Manchester City và Liverpool
- D  Milan và Napoli
- E  Bayern Munich và Borussia Dortmund
- F  Paris Saint-Germain and  Marseille
- G  Porto và Benfica
- H  Chelsea và Tottenham Hotspur
- I  Juventus và Inter Milan
- J  Atlético Madrid và Sevilla
- K  Rangers và Celtic

Ở mỗi lượt trận, một nhóm gồm 4 bảng thi đấu các trận đấu của họ vào Thứ Ba, trong khi nhóm còn lại gồm 4 bảng thi đấu các trận đấu của họ vào Thứ Tư, với thứ tự thi đấu của hai nhóm thay đổi giữa mỗi lượt trận. Các cặp đấu được xác định sau lễ bốc thăm, sử dụng máy vi tính để bốc thăm không công khai. Mỗi đội không thi đấu liên tiếp quá hai trận sân nhà hoặc hai trận sân khách mà thi đấu một trận sân nhà và một trận sân khách vào các lượt trận đầu tiên và cuối cùng (Quy định Điều 16.02). Sự sắp xếp này khác với các mùa giải trước, khi cùng hai đội thi đấu tại sân nhà vào các lượt trận đầu tiên và cuối cùng.

## Các đội bóng
Dưới đây là các đội tham dự (với hệ số câu lạc bộ UEFA năm 2022), được xếp theo nhóm hạt giống của họ. Họ bao gồm:
- 26 đội tham dự vào vòng này
- 6 đội thắng của vòng play-off (4 đội từ Nhóm các đội vô địch, 2 đội từ Nhóm các đội không vô địch)

| Chú thích màu sắc                                                      |
| ---------------------------------------------------------------------- |
| Đội nhất và nhì bảng đi tiếp vào vòng 16 đội                           |
| Đội đứng thứ ba tham dự vòng play-off đấu loại trực tiếp Europa League |

| Hiệp hội | Đội                 | Hệ số   |
| -------- | ------------------- | ------- |
| TH & 2   | Real Madrid         | 124.000 |
| EL       | Eintracht Frankfurt | 61.000  |
| 1        | Manchester City     | 134.000 |
| 3        | Milan               | 38.000  |
| 4        | Bayern Munich       | 138.000 |
| 5        | Paris Saint-Germain | 112.000 |
| 6        | Porto               | 80.000  |
| 7        | Ajax                | 82.500  |

| Đội               | Hệ số   |
| ----------------- | ------- |
| Liverpool         | 134.000 |
| Chelsea           | 123.000 |
| Barcelona         | 114.000 |
| Juventus          | 107.000 |
| Atlético Madrid   | 105.000 |
| Sevilla           | 91.000  |
| RB Leipzig        | 83.000  |
| Tottenham Hotspur | 83.000  |

| Đội               | Ghi chú | Hệ số  |
| ----------------- | ------- | ------ |
| Borussia Dortmund |         | 78.000 |
| Red Bull Salzburg |         | 71.000 |
| Shakhtar Donetsk  |         | 71.000 |
| Inter Milan       |         | 67.000 |
| Napoli            |         | 66.000 |
| Benfica           | [LP]    | 61.000 |
| Sporting CP       |         | 55.000 |
| Bayer Leverkusen  |         | 53.000 |

| Đội            | Ghi chú | Hệ số  |
| -------------- | ------- | ------ |
| Rangers        | [LP]    | 50.250 |
| Dinamo Zagreb  | [CP]    | 49.500 |
| Marseille      |         | 44.000 |
| Copenhagen     | [CP]    | 40.500 |
| Club Brugge    |         | 38.500 |
| Celtic         |         | 33.000 |
| Viktoria Plzeň | [CP]    | 31.000 |
| Maccabi Haifa  | [CP]    | 7.000  |

Ghi chú
1. TH Đương kim vô địch Champions League, tự động được xếp vào Nhóm 1 với tư cách hạt giống hàng đầu.
2. EL Đương kim vô địch Europa League, tự động được xếp vào Nhóm 1 với tư cách hạt giống hàng đầu thứ hai.
3. CP Đội thắng của Nhóm các đội vô địch.
4. LP Đội thắng của Nhóm các đội không vô địch.

## Các bảng
Lịch thi đấu được công bố vào ngày 27 tháng 8 năm 2022, hai ngày sau lễ bốc thăm. Các trận đấu được diễn ra vào ngày 6–7 tháng 9, 13–14 tháng 9, 4–5 tháng 10, 11–12 tháng 10, 25–26 tháng 10 và 1–2 tháng 11 năm 2022. Thời gian bắt đầu trận đấu là 18:45 (hai trận đấu vào mỗi ngày) và 21:00 (sáu trận đấu còn lại) CET/CEST.
Thời gian là CET/CEST, do UEFA liệt kê (giờ địa phương nếu khác nhau thì được hiển thị trong ngoặc đơn).

### Bảng A
| VT | Đội       | ST | T | H | B | BT | BB | HS  | Đ  | Giành quyền tham dự                 |  | NAP | LIV | AJX | RAN |
| -- | --------- | -- | - | - | - | -- | -- | --- | -- | ----------------------------------- |  | --- | --- | --- | --- |
| 1  | Napoli    | 6  | 5 | 0 | 1 | 20 | 6  | +14 | 15 | Đi tiếp vào vòng đấu loại trực tiếp |  | —   | 4–1 | 4–2 | 3–0 |
| 2  | Liverpool | 6  | 5 | 0 | 1 | 17 | 6  | +11 | 15 | Đi tiếp vào vòng đấu loại trực tiếp |  | 2–0 | —   | 2–1 | 2–0 |
| 3  | Ajax      | 6  | 2 | 0 | 4 | 11 | 16 | −5  | 6  | Chuyển qua Europa League            |  | 1–6 | 0–3 | —   | 4–0 |
| 4  | Rangers   | 6  | 0 | 0 | 6 | 2  | 22 | −20 | 0  |                                     |  | 0–3 | 1–7 | 1–3 | —   |

1. 1 2  Bằng kết quả đối đầu. Hiệu số bàn thắng thua đối đầu: Napoli +1, Liverpool -1.

| Ajax                                                    | 4–0      | Rangers |
| ------------------------------------------------------- | -------- | ------- |
| - Álvarez 17' - Berghuis 32' - Kudus 33' - Bergwijn 80' | Chi tiết |         |

| Napoli                                                         | 4–1      | Liverpool  |
| -------------------------------------------------------------- | -------- | ---------- |
| - Zieliński 5' (ph.đ.), 47' - Zambo Anguissa 31' - Simeone 44' | Chi tiết | - Díaz 49' |

| Liverpool               | 2–1      | Ajax        |
| ----------------------- | -------- | ----------- |
| - Salah 17' - Matip 89' | Chi tiết | - Kudus 27' |

| Rangers | 0–3      | Napoli                                                  |
| ------- | -------- | ------------------------------------------------------- |
|         | Chi tiết | - Politano 68' (ph.đ.) - Raspadori 85' - Ndombele 90+1' |

| Liverpool                                 | 2–0      | Rangers |
| ----------------------------------------- | -------- | ------- |
| - Alexander-Arnold 7' - Salah 53' (ph.đ.) | Chi tiết |         |

| Ajax       | 1–6      | Napoli                                                                                  |
| ---------- | -------- | --------------------------------------------------------------------------------------- |
| - Kudus 9' | Chi tiết | - Raspadori 18', 47' - Di Lorenzo 33' - Zieliński 45' - Kvaratskhelia 63' - Simeone 81' |

| Napoli                                                                | 4–2      | Ajax                                  |
| --------------------------------------------------------------------- | -------- | ------------------------------------- |
| - Lozano 4' - Raspadori 16' - Kvaratskhelia 62' (ph.đ.) - Osimhen 89' | Chi tiết | - Klaassen 49' - Bergwijn 83' (ph.đ.) |

| Rangers       | 1–7      | Liverpool                                                          |
| ------------- | -------- | ------------------------------------------------------------------ |
| - Arfield 17' | Chi tiết | - Firmino 24', 55' - Núñez 66' - Salah 76', 80', 81' - Elliott 87' |

| Napoli                            | 3–0      | Rangers |
| --------------------------------- | -------- | ------- |
| - Simeone 11', 16' - Østigård 80' | Chi tiết |         |

| Ajax | 0–3      | Liverpool                             |
| ---- | -------- | ------------------------------------- |
|      | Chi tiết | - Salah 42' - Núñez 49' - Elliott 52' |

| Liverpool                 | 2–0      | Napoli |
| ------------------------- | -------- | ------ |
| - Salah 85' - Núñez 90+8' | Chi tiết |        |

| Rangers                 | 1–3      | Ajax                                      |
| ----------------------- | -------- | ----------------------------------------- |
| - Tavernier 87' (ph.đ.) | Chi tiết | - Berghuis 4' - Kudus 29' - Conceição 89' |

### Bảng B
| VT | Đội              | ST | T | H | B | BT | BB | HS | Đ  | Giành quyền tham dự                 |  | POR | BRU | LEV | ATM |
| -- | ---------------- | -- | - | - | - | -- | -- | -- | -- | ----------------------------------- |  | --- | --- | --- | --- |
| 1  | Porto            | 6  | 4 | 0 | 2 | 12 | 7  | +5 | 12 | Đi tiếp vào vòng đấu loại trực tiếp |  | —   | 0–4 | 2–0 | 2–1 |
| 2  | Club Brugge      | 6  | 3 | 2 | 1 | 7  | 4  | +3 | 11 | Đi tiếp vào vòng đấu loại trực tiếp |  | 0–4 | —   | 1–0 | 2–0 |
| 3  | Bayer Leverkusen | 6  | 1 | 2 | 3 | 4  | 8  | −4 | 5  | Chuyển qua Europa League            |  | 0–3 | 0–0 | —   | 2–0 |
| 4  | Atlético Madrid  | 6  | 1 | 2 | 3 | 5  | 9  | −4 | 5  |                                     |  | 2–1 | 0–0 | 2–2 | —   |

1. 1 2  Điểm đối đầu: Bayer Leverkusen 4, Atlético Madrid 1.

| Atlético Madrid                    | 2–1      | Porto                 |
| ---------------------------------- | -------- | --------------------- |
| - Hermoso 90+1' - Griezmann 90+11' | Chi tiết | - Uribe 90+6' (ph.đ.) |

| Club Brugge | 1–0      | Bayer Leverkusen |
| ----------- | -------- | ---------------- |
| - Sylla 42' | Chi tiết |                  |

| Porto | 0–4      | Club Brugge                                                  |
| ----- | -------- | ------------------------------------------------------------ |
|       | Chi tiết | - Jutglà 15' (ph.đ.) - Sowah 47' - Skov Olsen 52' - Nusa 89' |

| Bayer Leverkusen          | 2–0      | Atlético Madrid |
| ------------------------- | -------- | --------------- |
| - Andrich 84' - Diaby 87' | Chi tiết |                 |

| Porto                     | 2–0      | Bayer Leverkusen |
| ------------------------- | -------- | ---------------- |
| - Sanusi 69' - Galeno 87' | Chi tiết |                  |

| Club Brugge              | 2–0      | Atlético Madrid |
| ------------------------ | -------- | --------------- |
| - Sowah 36' - Jutglà 62' | Chi tiết |                 |

| Atlético Madrid | 0–0      | Club Brugge |
| --------------- | -------- | ----------- |
|                 | Chi tiết |             |

| Bayer Leverkusen | 0–3      | Porto                                         |
| ---------------- | -------- | --------------------------------------------- |
|                  | Chi tiết | - Galeno 6' - Taremi 53' (ph.đ.), 64' (ph.đ.) |

| Club Brugge | 0–4      | Porto                                             |
| ----------- | -------- | ------------------------------------------------- |
|             | Chi tiết | - Taremi 33', 70' - Evanilson 57' - Eustáquio 60' |

| Atlético Madrid              | 2–2      | Bayer Leverkusen             |
| ---------------------------- | -------- | ---------------------------- |
| - Carrasco 22' - De Paul 50' | Chi tiết | - Diaby 9' - Hudson-Odoi 29' |

| Porto                       | 2–1      | Atlético Madrid        |
| --------------------------- | -------- | ---------------------- |
| - Taremi 5' - Eustáquio 24' | Chi tiết | - Marcano 90+5' (l.n.) |

| Bayer Leverkusen | 0–0      | Club Brugge |
| ---------------- | -------- | ----------- |
|                  | Chi tiết |             |

### Bảng C
| VT | Đội            | ST | T | H | B | BT | BB | HS  | Đ  | Giành quyền tham dự                 |  | BAY | INT | BAR | PLZ |
| -- | -------------- | -- | - | - | - | -- | -- | --- | -- | ----------------------------------- |  | --- | --- | --- | --- |
| 1  | Bayern Munich  | 6  | 6 | 0 | 0 | 18 | 2  | +16 | 18 | Đi tiếp vào vòng đấu loại trực tiếp |  | —   | 2–0 | 2–0 | 5–0 |
| 2  | Inter Milan    | 6  | 3 | 1 | 2 | 10 | 7  | +3  | 10 | Đi tiếp vào vòng đấu loại trực tiếp |  | 0–2 | —   | 1–0 | 4–0 |
| 3  | Barcelona      | 6  | 2 | 1 | 3 | 12 | 12 | 0   | 7  | Chuyển qua Europa League            |  | 0–3 | 3–3 | —   | 5–1 |
| 4  | Viktoria Plzeň | 6  | 0 | 0 | 6 | 5  | 24 | −19 | 0  |                                     |  | 2–4 | 0–2 | 2–4 | —   |

| Barcelona                                               | 5–1      | Viktoria Plzeň |
| ------------------------------------------------------- | -------- | -------------- |
| - Kessié 13' - Lewandowski 34', 45+3', 67' - Torres 71' | Chi tiết | - Sýkora 44'   |

| Inter Milan | 0–2      | Bayern Munich                      |
| ----------- | -------- | ---------------------------------- |
|             | Chi tiết | - Sané 25' - D'Ambrosio 66' (l.n.) |

| Viktoria Plzeň | 0–2      | Inter Milan                |
| -------------- | -------- | -------------------------- |
|                | Chi tiết | - Džeko 20' - Dumfries 70' |

| Bayern Munich              | 2–0      | Barcelona |
| -------------------------- | -------- | --------- |
| - Hernandez 50' - Sané 54' | Chi tiết |           |

| Bayern Munich                                              | 5–0      | Viktoria Plzeň |
| ---------------------------------------------------------- | -------- | -------------- |
| - Sané 7', 50' - Gnabry 13' - Mané 21' - Choupo-Moting 59' | Chi tiết |                |

| Inter Milan        | 1–0      | Barcelona |
| ------------------ | -------- | --------- |
| - Çalhanoğlu 45+2' | Chi tiết |           |

| Barcelona                              | 3–3      | Inter Milan                               |
| -------------------------------------- | -------- | ----------------------------------------- |
| - Dembélé 40' - Lewandowski 82', 90+2' | Chi tiết | - Barella 50' - Martínez 63' - Gosens 89' |

| Viktoria Plzeň               | 2–4      | Bayern Munich                               |
| ---------------------------- | -------- | ------------------------------------------- |
| - Vlkanova 62' - Kliment 75' | Chi tiết | - Mané 10' - Müller 14' - Goretzka 25', 35' |

| Inter Milan                                    | 4–0      | Viktoria Plzeň |
| ---------------------------------------------- | -------- | -------------- |
| - Mkhitaryan 35' - Džeko 42', 66' - Lukaku 87' | Chi tiết |                |

| Barcelona | 0–3      | Bayern Munich                                 |
| --------- | -------- | --------------------------------------------- |
|           | Chi tiết | - Mané 10' - Choupo-Moting 31' - Pavard 90+5' |

| Bayern Munich                    | 2–0      | Inter Milan |
| -------------------------------- | -------- | ----------- |
| - Pavard 32' - Choupo-Moting 72' | Chi tiết |             |

| Viktoria Plzeň           | 2–4      | Barcelona                                 |
| ------------------------ | -------- | ----------------------------------------- |
| - Chorý 51' (ph.đ.), 63' | Chi tiết | - Alonso 6' - Torres 44', 54' - Torre 75' |

### Bảng D
| VT | Đội                 | ST | T | H | B | BT | BB | HS | Đ  | Giành quyền tham dự                 |  | TOT | FRA | SPO | MAR |
| -- | ------------------- | -- | - | - | - | -- | -- | -- | -- | ----------------------------------- |  | --- | --- | --- | --- |
| 1  | Tottenham Hotspur   | 6  | 3 | 2 | 1 | 8  | 6  | +2 | 11 | Đi tiếp vào vòng đấu loại trực tiếp |  | —   | 3–2 | 1–1 | 2–0 |
| 2  | Eintracht Frankfurt | 6  | 3 | 1 | 2 | 7  | 8  | −1 | 10 | Đi tiếp vào vòng đấu loại trực tiếp |  | 0–0 | —   | 0–3 | 2–1 |
| 3  | Sporting CP         | 6  | 2 | 1 | 3 | 8  | 9  | −1 | 7  | Chuyển qua Europa League            |  | 2–0 | 1–2 | —   | 0–2 |
| 4  | Marseille           | 6  | 2 | 0 | 4 | 8  | 8  | 0  | 6  |                                     |  | 1–2 | 0–1 | 4–1 | —   |

| Eintracht Frankfurt | 0–3      | Sporting CP                              |
| ------------------- | -------- | ---------------------------------------- |
|                     | Chi tiết | - Edwards 65' - Trincão 67' - Santos 82' |

| Tottenham Hotspur      | 2–0      | Marseille |
| ---------------------- | -------- | --------- |
| - Richarlison 76', 81' | Chi tiết |           |

| Sporting CP                   | 2–0      | Tottenham Hotspur |
| ----------------------------- | -------- | ----------------- |
| - Paulinho 90' - Arthur 90+3' | Chi tiết |                   |

| Marseille | 0–1      | Eintracht Frankfurt |
| --------- | -------- | ------------------- |
|           | Chi tiết | - Lindstrøm 43'     |

| Marseille                                            | 4–1      | Sporting CP  |
| ---------------------------------------------------- | -------- | ------------ |
| - Sánchez 13' - Harit 16' - Balerdi 28' - Mbemba 84' | Chi tiết | - Trincão 1' |

| Eintracht Frankfurt | 0–0      | Tottenham Hotspur |
| ------------------- | -------- | ----------------- |
|                     | Chi tiết |                   |

| Tottenham Hotspur                           | 3–2      | Eintracht Frankfurt       |
| ------------------------------------------- | -------- | ------------------------- |
| - Son Heung-min 19', 36' - Kane 28' (ph.đ.) | Chi tiết | - Kamada 14' - Alidou 87' |

| Sporting CP | 0–2      | Marseille                             |
| ----------- | -------- | ------------------------------------- |
|             | Chi tiết | - Guendouzi 20' (ph.đ.) - Sánchez 30' |

| Tottenham Hotspur | 1–1      | Sporting CP   |
| ----------------- | -------- | ------------- |
| - Bentancur 80'   | Chi tiết | - Edwards 22' |

| Eintracht Frankfurt          | 2–1      | Marseille       |
| ---------------------------- | -------- | --------------- |
| - Kamada 3' - Kolo Muani 27' | Chi tiết | - Guendouzi 22' |

| Sporting CP  | 1–2      | Eintracht Frankfurt                   |
| ------------ | -------- | ------------------------------------- |
| - Arthur 39' | Chi tiết | - Kamada 62' (ph.đ.) - Kolo Muani 72' |

| Marseille      | 1–2      | Tottenham Hotspur              |
| -------------- | -------- | ------------------------------ |
| - Mbemba 45+2' | Chi tiết | - Lenglet 54' - Højbjerg 90+5' |

### Bảng E
| VT | Đội               | ST | T | H | B | BT | BB | HS | Đ  | Giành quyền tham dự                 |  | CHE | MIL | SAL | DZG |
| -- | ----------------- | -- | - | - | - | -- | -- | -- | -- | ----------------------------------- |  | --- | --- | --- | --- |
| 1  | Chelsea           | 6  | 4 | 1 | 1 | 10 | 4  | +6 | 13 | Đi tiếp vào vòng đấu loại trực tiếp |  | —   | 3–0 | 1–1 | 2–1 |
| 2  | Milan             | 6  | 3 | 1 | 2 | 12 | 7  | +5 | 10 | Đi tiếp vào vòng đấu loại trực tiếp |  | 0–2 | —   | 4–0 | 3–1 |
| 3  | Red Bull Salzburg | 6  | 1 | 3 | 2 | 5  | 9  | −4 | 6  | Chuyển qua Europa League            |  | 1–2 | 1–1 | —   | 1–0 |
| 4  | Dinamo Zagreb     | 6  | 1 | 1 | 4 | 4  | 11 | −7 | 4  |                                     |  | 1–0 | 0–4 | 1–1 | —   |

| Dinamo Zagreb | 1–0      | Chelsea |
| ------------- | -------- | ------- |
| - Oršić 13'   | Chi tiết |         |

| Red Bull Salzburg | 1–1      | Milan              |
| ----------------- | -------- | ------------------ |
| - Okafor 28'      | Chi tiết | - Saelemaekers 40' |

| Milan                                                | 3–1      | Dinamo Zagreb |
| ---------------------------------------------------- | -------- | ------------- |
| - Giroud 45' (ph.đ.) - Saelemaekers 47' - Pobega 77' | Chi tiết | - Oršić 56'   |

| Chelsea        | 1–1      | Red Bull Salzburg |
| -------------- | -------- | ----------------- |
| - Sterling 48' | Chi tiết | - Okafor 75'      |

| Red Bull Salzburg    | 1–0      | Dinamo Zagreb |
| -------------------- | -------- | ------------- |
| - Okafor 71' (ph.đ.) | Chi tiết |               |

| Chelsea                                   | 3–0      | Milan |
| ----------------------------------------- | -------- | ----- |
| - Fofana 24' - Aubameyang 56' - James 61' | Chi tiết |       |

| Dinamo Zagreb  | 1–1      | Red Bull Salzburg |
| -------------- | -------- | ----------------- |
| - Ljubičić 40' | Chi tiết | - Seiwald 12'     |

| Milan | 0–2      | Chelsea                                 |
| ----- | -------- | --------------------------------------- |
|       | Chi tiết | - Jorginho 21' (ph.đ.) - Aubameyang 34' |

| Red Bull Salzburg | 1–2      | Chelsea                     |
| ----------------- | -------- | --------------------------- |
| - Adamu 48'       | Chi tiết | - Kovačić 23' - Havertz 64' |

| Dinamo Zagreb | 0–4      | Milan                                                              |
| ------------- | -------- | ------------------------------------------------------------------ |
|               | Chi tiết | - Gabbia 39' - Leão 49' - Giroud 59' (ph.đ.) - Ljubičić 69' (l.n.) |

| Chelsea                      | 2–1      | Dinamo Zagreb |
| ---------------------------- | -------- | ------------- |
| - Sterling 18' - Zakaria 30' | Chi tiết | - Petković 7' |

| Milan                                          | 4–0      | Red Bull Salzburg |
| ---------------------------------------------- | -------- | ----------------- |
| - Giroud 14', 57' - Krunić 46' - Messias 90+1' | Chi tiết |                   |

### Bảng F
| VT | Đội              | ST | T | H | B | BT | BB | HS  | Đ  | Giành quyền tham dự                 |  | RMA | RBL | SHA | CEL |
| -- | ---------------- | -- | - | - | - | -- | -- | --- | -- | ----------------------------------- |  | --- | --- | --- | --- |
| 1  | Real Madrid      | 6  | 4 | 1 | 1 | 15 | 6  | +9  | 13 | Đi tiếp vào vòng đấu loại trực tiếp |  | —   | 2–0 | 2–1 | 5–1 |
| 2  | RB Leipzig       | 6  | 4 | 0 | 2 | 13 | 9  | +4  | 12 | Đi tiếp vào vòng đấu loại trực tiếp |  | 3–2 | —   | 1–4 | 3–1 |
| 3  | Shakhtar Donetsk | 6  | 1 | 3 | 2 | 8  | 10 | −2  | 6  | Chuyển qua Europa League            |  | 1–1 | 0–4 | —   | 1–1 |
| 4  | Celtic           | 6  | 0 | 2 | 4 | 4  | 15 | −11 | 2  |                                     |  | 0–3 | 0–2 | 1–1 | —   |

| Celtic | 0–3      | Real Madrid                              |
| ------ | -------- | ---------------------------------------- |
|        | Chi tiết | - Vinícius 56' - Modrić 60' - Hazard 77' |

| RB Leipzig    | 1–4      | Shakhtar Donetsk                           |
| ------------- | -------- | ------------------------------------------ |
| - Simakan 57' | Chi tiết | - Shved 16', 58' - Mudryk 76' - Traoré 85' |

| Shakhtar Donetsk | 1–1      | Celtic                  |
| ---------------- | -------- | ----------------------- |
| - Mudryk 29'     | Chi tiết | - Bondarenko 10' (l.n.) |

| Real Madrid                    | 2–0      | RB Leipzig |
| ------------------------------ | -------- | ---------- |
| - Valverde 80' - Asensio 90+1' | Chi tiết |            |

| RB Leipzig                    | 3–1      | Celtic     |
| ----------------------------- | -------- | ---------- |
| - Nkunku 27' - Silva 64', 77' | Chi tiết | - Jota 47' |

| Real Madrid                  | 2–1      | Shakhtar Donetsk |
| ---------------------------- | -------- | ---------------- |
| - Rodrygo 13' - Vinícius 28' | Chi tiết | - Zubkov 39'     |

| Shakhtar Donetsk | 1–1      | Real Madrid     |
| ---------------- | -------- | --------------- |
| - Zubkov 46'     | Chi tiết | - Rüdiger 90+5' |

| Celtic | 0–2      | RB Leipzig                  |
| ------ | -------- | --------------------------- |
|        | Chi tiết | - Werner 75' - Forsberg 84' |

| Celtic            | 1–1      | Shakhtar Donetsk |
| ----------------- | -------- | ---------------- |
| - Giakoumakis 34' | Chi tiết | - Mudryk 58'     |

| RB Leipzig                               | 3–2      | Real Madrid                            |
| ---------------------------------------- | -------- | -------------------------------------- |
| - Gvardiol 13' - Nkunku 18' - Werner 81' | Chi tiết | - Vinícius 44' - Rodrygo 90+3' (ph.đ.) |

| Real Madrid                                                                           | 5–1      | Celtic     |
| ------------------------------------------------------------------------------------- | -------- | ---------- |
| - Modrić 6' (ph.đ.) - Rodrygo 21' (ph.đ.) - Asensio 51' - Vinícius 61' - Valverde 71' | Chi tiết | - Jota 84' |

| Shakhtar Donetsk | 0–4      | RB Leipzig                                                    |
| ---------------- | -------- | ------------------------------------------------------------- |
|                  | Chi tiết | - Nkunku 10' - Silva 50' - Szoboszlai 62' - Bondar 68' (l.n.) |

### Bảng G
| VT | Đội               | ST | T | H | B | BT | BB | HS  | Đ  | Giành quyền tham dự                 |  | MCI | DOR | SEV | CPH |
| -- | ----------------- | -- | - | - | - | -- | -- | --- | -- | ----------------------------------- |  | --- | --- | --- | --- |
| 1  | Manchester City   | 6  | 4 | 2 | 0 | 14 | 2  | +12 | 14 | Đi tiếp vào vòng đấu loại trực tiếp |  | —   | 2–1 | 3–1 | 5–0 |
| 2  | Borussia Dortmund | 6  | 2 | 3 | 1 | 10 | 5  | +5  | 9  | Đi tiếp vào vòng đấu loại trực tiếp |  | 0–0 | —   | 1–1 | 3–0 |
| 3  | Sevilla           | 6  | 1 | 2 | 3 | 6  | 12 | −6  | 5  | Chuyển qua Europa League            |  | 0–4 | 1–4 | —   | 3–0 |
| 4  | Copenhagen        | 6  | 0 | 3 | 3 | 1  | 12 | −11 | 3  |                                     |  | 0–0 | 1–1 | 0–0 | —   |

| Borussia Dortmund                           | 3–0      | Copenhagen |
| ------------------------------------------- | -------- | ---------- |
| - Reus 35' - Guerreiro 42' - Bellingham 83' | Chi tiết |            |

| Sevilla | 0–4      | Manchester City                             |
| ------- | -------- | ------------------------------------------- |
|         | Chi tiết | - Haaland 20', 67' - Foden 58' - Dias 90+2' |

| Manchester City            | 2–1      | Borussia Dortmund |
| -------------------------- | -------- | ----------------- |
| - Stones 80' - Haaland 84' | Chi tiết | - Bellingham 56'  |

| Copenhagen | 0–0      | Sevilla |
| ---------- | -------- | ------- |
|            | Chi tiết |         |

| Manchester City                                                              | 5–0      | Copenhagen |
| ---------------------------------------------------------------------------- | -------- | ---------- |
| - Haaland 7', 32' - Khocholava 39' (l.n.) - Mahrez 55' (ph.đ.) - Álvarez 76' | Chi tiết |            |

| Sevilla         | 1–4      | Borussia Dortmund                                          |
| --------------- | -------- | ---------------------------------------------------------- |
| - En-Nesyri 51' | Chi tiết | - Guerreiro 6' - Bellingham 41' - Adeyemi 43' - Brandt 75' |

| Copenhagen | 0–0      | Manchester City |
| ---------- | -------- | --------------- |
|            | Chi tiết |                 |

| Borussia Dortmund | 1–1      | Sevilla       |
| ----------------- | -------- | ------------- |
| - Bellingham 35'  | Chi tiết | - Nianzou 18' |

| Sevilla                                    | 3–0      | Copenhagen |
| ------------------------------------------ | -------- | ---------- |
| - En-Nesyri 61' - Isco 88' - Montiel 90+2' | Chi tiết |            |

| Borussia Dortmund | 0–0      | Manchester City |
| ----------------- | -------- | --------------- |
|                   | Chi tiết |                 |

| Manchester City                        | 3–1      | Sevilla   |
| -------------------------------------- | -------- | --------- |
| - Lewis 52' - Álvarez 73' - Mahrez 83' | Chi tiết | - Mir 31' |

| Copenhagen       | 1–1      | Borussia Dortmund |
| ---------------- | -------- | ----------------- |
| - Haraldsson 41' | Chi tiết | - Hazard 23'      |

### Bảng H
| VT | Đội                 | ST | T | H | B | BT | BB | HS  | Đ  | Giành quyền tham dự                 |  | BEN | PAR | JUV | MHA |
| -- | ------------------- | -- | - | - | - | -- | -- | --- | -- | ----------------------------------- |  | --- | --- | --- | --- |
| 1  | Benfica             | 6  | 4 | 2 | 0 | 16 | 7  | +9  | 14 | Đi tiếp vào vòng đấu loại trực tiếp |  | —   | 1–1 | 4–3 | 2–0 |
| 2  | Paris Saint-Germain | 6  | 4 | 2 | 0 | 16 | 7  | +9  | 14 | Đi tiếp vào vòng đấu loại trực tiếp |  | 1–1 | —   | 2–1 | 7–2 |
| 3  | Juventus            | 6  | 1 | 0 | 5 | 9  | 13 | −4  | 3  | Chuyển qua Europa League            |  | 1–2 | 1–2 | —   | 3–1 |
| 4  | Maccabi Haifa       | 6  | 1 | 0 | 5 | 7  | 21 | −14 | 3  |                                     |  | 1–6 | 1–3 | 2–0 | —   |

1. 1 2  Bằng kết quả đối đầu, hiệu số bàn thắng thua tổng thể và số bàn thắng ghi được tổng thể. Số bàn thắng sân khách ghi được: Benfica 9, Paris Saint-Germain 6.
2. 1 2  Bằng kết quả đối đầu, hiệu số bàn thắng thua tổng thể được sử dụng làm tiêu chí xếp hạng.

| Paris Saint-Germain | 2–1      | Juventus       |
| ------------------- | -------- | -------------- |
| - Mbappé 5', 22'    | Chi tiết | - McKennie 53' |

| Benfica                    | 2–0      | Maccabi Haifa |
| -------------------------- | -------- | ------------- |
| - Silva 50' - Grimaldo 54' | Chi tiết |               |

| Juventus   | 1–2      | Benfica                              |
| ---------- | -------- | ------------------------------------ |
| - Milik 4' | Chi tiết | - João Mário 43' (ph.đ.) - Neres 55' |

| Maccabi Haifa | 1–3      | Paris Saint-Germain                   |
| ------------- | -------- | ------------------------------------- |
| - Chery 24'   | Chi tiết | - Messi 37' - Mbappé 69' - Neymar 88' |

| Juventus                         | 3–1      | Maccabi Haifa |
| -------------------------------- | -------- | ------------- |
| - Rabiot 35', 83' - Vlahović 50' | Chi tiết | - David 75'   |

| Benfica              | 1–1      | Paris Saint-Germain |
| -------------------- | -------- | ------------------- |
| - Pereira 41' (l.n.) | Chi tiết | - Messi 22'         |

| Maccabi Haifa    | 2–0      | Juventus |
| ---------------- | -------- | -------- |
| - Atzili 7', 42' | Chi tiết |          |

| Paris Saint-Germain  | 1–1      | Benfica                  |
| -------------------- | -------- | ------------------------ |
| - Mbappé 40' (ph.đ.) | Chi tiết | - João Mário 62' (ph.đ.) |

| Paris Saint-Germain                                                               | 7–2      | Maccabi Haifa   |
| --------------------------------------------------------------------------------- | -------- | --------------- |
| - Messi 19', 45' - Mbappé 32', 64' - Neymar 35' - Goldberg 67' (l.n.) - Soler 84' | Chi tiết | - Seck 38', 50' |

| Benfica                                                     | 4–3      | Juventus                              |
| ----------------------------------------------------------- | -------- | ------------------------------------- |
| - A. Silva 17' - João Mário 28' (ph.đ.) - R. Silva 35', 50' | Chi tiết | - Kean 21' - Milik 77' - McKennie 79' |

| Juventus      | 1–2      | Paris Saint-Germain       |
| ------------- | -------- | ------------------------- |
| - Bonucci 39' | Chi tiết | - Mbappé 13' - Mendes 69' |

| Maccabi Haifa       | 1–6      | Benfica                                                                              |
| ------------------- | -------- | ------------------------------------------------------------------------------------ |
| - Chery 26' (ph.đ.) | Chi tiết | - Ramos 20' - Musa 59' - Grimaldo 69' - R. Silva 73' - Araújo 88' - João Mário 90+2' |